# U-12号潜艇 (1910年)
陛下之12号潜艇是德意志帝国海军建造的一艘潜艇或称U艇，也是第一艘可在海上发射飞机的潜艇。它由但泽的帝国船厂承建，于1910年5月6日下水，至1911年8月13日交付使用。U-12号是在第一次世界大战海战期间服役的329艘德国潜艇之一，并参加了大西洋潜艇战役。在其四次巡逻中，共击沉1艘英国军舰和1艘英国商船，容积总吨为1815吨。1915年3月10日，U-12号在苏格兰东岸附近遭3艘英国驱逐舰击沉。
德意志帝国是首个开展航空潜舰试验的国家。隶属海军航空兵的弗里德里希·冯·阿瑙德·德·拉·佩勒中尉和U-12号艇长瓦尔特·福斯特曼上尉推测认为，他们可以通过在潜艇甲板上搭载飞机出海，并在潜艇部分沉入水中后滑射水上飞机，让后者漂浮起飞，从而提高水上飞机的航程。

## 历史

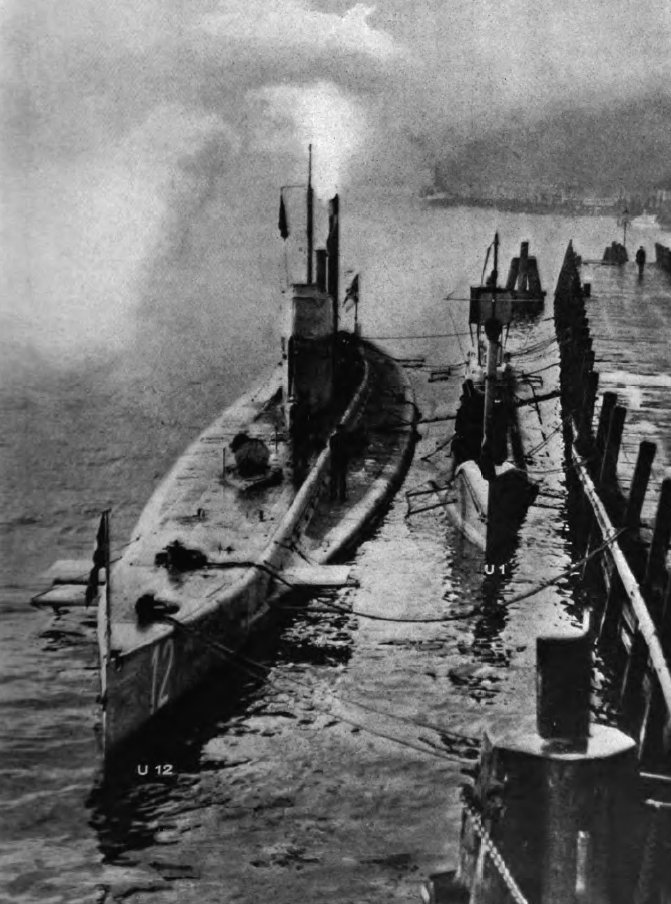
U-12号泊港（图左）

U-12号于1910年5月6日在但泽的帝国船厂下水，并于1911年8月13日交付使用。其调试期的艇长为海军中尉克劳斯·吕克；首任正式艇长则为海军上尉瓦尔特·福斯特曼。自1915年2月10日起，艇长一职又由海军上尉汉斯·克拉奇接任。
1915年1月15日，U-12号在甲板上搭载着一架腓特烈港FF-29型浮筒飞机驶离泽布吕赫港口。当越过防波堤的安全范围后，艇长意识到巨大的海浪可能会淹没水上飞机，于是命令其立即起飞。福斯特曼把潜艇前部的压载水舱灌满，弗里德里希·冯·阿瑙德·德·拉·佩勒中尉则驾驶飞机浮离甲板，从海上起飞。这架德国飞机在未被发现的情况下沿着英国海岸线飞行，并安全返回了泽布吕赫。
U-12号于1914年和1915年共执行了四次巡逻。其中在1914年11月11日，该艇用鱼雷击沉了英国炮舰尼日尔号，这是驻比利时港口的潜艇首次击沉协约国军舰。 1915年3月9日，即它自己沉没的前一天，U-12号又击沉了英国轮船阿伯顿号（Aberdon）。
1915年3月4日，U-12号离开黑尔戈兰，前往英国东岸执行巡逻任务。3月10日上午，一艘英国渔船在苏格兰小镇克雷尔附近的法夫岬发现了这艘潜艇。渔民遂召来三艘皇家海军驱逐舰亚列尔号、阿刻戎号和攻击号。大约一小时后，驱逐舰群赶到现场，向德国潜艇开火。克拉奇上尉立即下令潜入水中。然而，亚列尔号设法撞击了水下潜艇的司令塔，该司令塔也被至少一枚深水炸弹命中受损。这迫使U-12号重新浮出水面。随后，克拉奇在受损的塔内被持续的火炮击毙。潜艇船员们立即点燃带有时间引信的雷管装置，以期自沉并防止被英国人扣押。然而，爆炸引起的自沉发生得十分迅速，以至于并非所有船员都能及时弃艇。在总共30名船员中，仅2名军官和8名士官或水兵被英国人救出。U-12号于下午17:00左右在56°04′30″N 02°18′00″W / 56.07500°N 2.30000°W的方位沉没。
2008年1月，来自博内斯的潜水员吉姆·麦克劳德和福尔柯克的潜水员马丁·辛克莱在经过五年的搜寻后，终于在距艾茅斯约25 mi（40 km）的地方发现了U-12号的残骸。

## 袭击历史摘要
| 日期           | 船名     | 船籍         | 吨位 | 结局 |
| -------------- | -------- | ------------ | ---- | ---- |
| 1914年11月11日 | 尼日尔号 | 英國皇家海軍 | 810  | 击沉 |
| 1915年3月9日   | 阿伯顿号 | 英国         | 1005 | 击沉 |

## 脚注
1. ↑  Gröner 1991，第4-6頁.
2. ↑  Helgason, Guðmundur. . German and Austrian U-boats of World War I - Kaiserliche Marine - Uboat.net.   [30 April 2016].
3. ↑  Helgason, Guðmundur. . German and Austrian U-boats of World War I - Kaiserliche Marine - Uboat.net.   [30 April 2016].
4. ↑  Klaauw，第54–59頁.
5. ↑  wrecksite.eu. . wrecksite.eu. 2014  [November 11, 2014].
6. ↑  Helgason, Guðmundur. . German and Austrian U-boats of World War I - Kaiserliche Marine - Uboat.net.   [30 April 2016].
7. ↑  Helgason, Guðmundur. . German and Austrian U-boats of World War I - Kaiserliche Marine - Uboat.net.   [30 April 2016].
8. ↑  Herzog，第88頁.
9. ↑  Kemp，第11頁.
10. ↑  Fairborn, Robert. . The Herald. 2008-01-15  [2008-01-17]. （原始内容存档于18 January 2008）.
11. ↑  . BBC News. 2008-01-14  [2008-01-17]. （原始内容存档于2008-01-17）.
12. ↑  Helgason, Guðmundur. . German and Austrian U-boats of World War I - Kaiserliche Marine - Uboat.net.   [30 April 2016].